# الشظو (القويعية)
الشظو، هي قرية من فئة (ب) تقع في محافظة القويعية، والتابعة لمنطقة الرياض في السعودية. وتبعد الشظو عن محافظة القويعية بمسافة تقارب () كم.